# 发四喜
发四喜，又称四喜歌、福禄寿喜歌，是北京民間流傳的一個曲目。发四喜的四喜指福、禄、寿、禧，全曲全都是祝愿人吉祥的歌词。
由于发四喜历史悠久，它的版本也很多，歌词如下：

## 版本甲
福自天来喜冲冲，福禄善庆插玉瓶。福如东海长流水，恨福来迟身穿大红。 

鹿行小道连中三元，鹿叼灵芝口内含。鹿过高山松林下，六国封相作高官。  

寿星秉手万寿无疆，寿桃寿面摆在中央。寿比南山高万丈，彭祖爷寿抵八百永安康。  

喜花掐来戴满头，喜酒斟上瓯几瓯。鹊雀落在房沿上，喜报三元独占鳌头。  

值得注意的是：

第二行“鹿叼灵芝口内含”的内一般唱作 n-ui “呢”的声母加上“瑞”的韵母。

第二行“六国封相作高官”的六一般唱作“禄”。这样唱是为了符合“福、禄、寿、禧”的格式。

## 版本乙
福字添来喜重重，福缘善庆降瑞平。福如东海长流水，恨福来迟身穿大红。 

禄星笑道连中三元，鹿衔灵芝口内含。路过高山松林下，六国封相作高官。 

寿星秉手万寿无疆，寿桃寿面摆在中央。寿比南山高万丈，彭祖爷寿活八百永安康。 

禧字花儿掐了来戴满头，喜酒斟上瓯几瓯。喜鹊鸟儿落在房檐儿上，喜报登科独占鳌头。 

## 版本丙
另外，张次溪的《人民首都的天桥》一书中还记载了另一种版本，文字上稍有出入，可作参考，原文如下：

一，福字添来喜冲冲，福缘善磐阡在玉瓶，福如东海长流水，恨福来迟身穿大红。 

二，鹿行小道连仲三元，鹿叼灵芝口内含，路过高山松林下，六国封臣作过高官。 

三，寿星秉寿万寿无疆，寿桃寿面摆在中央，寿比南山高万丈，彭祖爷寿活八百永安康。 

四，喜花掐来戴满头，喜酒斟上呕上几呕，喜鸟儿落在梅花上，瞧的是喜报三元独占鳌头。